# Gotovuša
Gotovuša (serbisch-kyrillisch Готовуша, albanisch Gotovushë) ist ein Dorf im Kosovo, das zur Gemeinde Štrpce gehört.

## Geographie

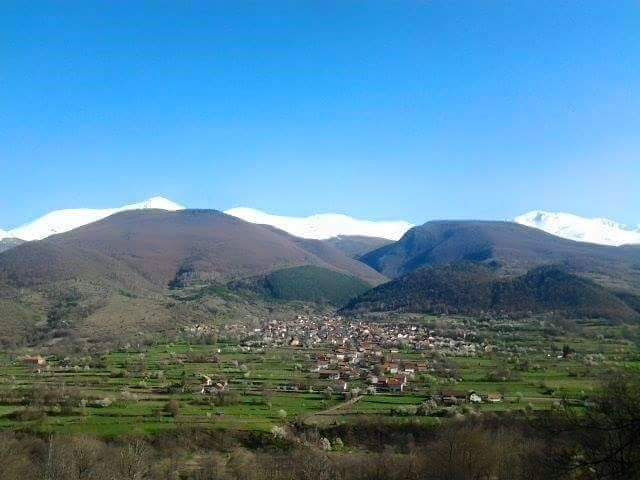
Blick auf Gotovuša von Norden

Das Dorf befindet sich im Šar-Gebirge im Süden des Kosovos. Es liegt im Tal des Lepenac an den Hängen des Ljuboten auf rund 830 m. i. J., etwas über dem Talboden und nicht direkt an der Verbindungsstraße Ferizaj–Štrpce.

## Geschichte
Die erste bekannte schriftliche Erwähnung Gotovušas stammt aus dem Jahre 1331.

## Demographie
Das Dorf ist von Serben bewohnt. 1981 waren 971 der 985 Einwohner serbisch und keiner der Einwohner albanisch, 2011 lebten nur noch Serben im Dorf. Im Zuge des Kosovokrieges gab es um die Jahrtausendwende einen rapiden Bevölkerungsrückgang, die Einwohnerzahl wurde halbiert.
| Jahr | Einwohner |
| ---- | --------- |
| 1948 | 697       |
| 1953 | 779       |
| 1961 | 839       |
| 1971 | 906       |
| 1981 | 985       |
| 1991 | 986       |
| 2011 | 445       |

## Wirtschaft
Das Gros der arbeitenden Bevölkerung ist im Primärsektor tätig; Himbeerenanbau dominiert.